# Eric Descombes
Eric Descombes (* 25. Juni 1971) ist ein ehemaliger mauretanischer Fußballspieler und heutiger -trainer.

## Karriere

### Als Spieler
Descombes spielte nahezu seine gesamte Karriere bei Vereinen in den Vereinigten Staaten, 1997 war er kurz bei Southend United in England, kehrte aber nach knapp einem Jahr wieder in die USA zurück. Seine Karriere beendete er im Jahr 2003, für die mauretanische Nationalmannschaft bestritt er zwei Spiele.

### Als Trainer
Er begann seine Trainerkarriere als Co-Trainer bei Cincinnati Riverhawks, danach war er Cheftrainer bei Indiana Blast. In der Saison 2012/13 war er Trainer beim ivorischen Verein Africa Sports National. Kurz danach wurde er als Trainer der Zentralafrikanischen Nationalmannschaft vorgestellt und nahm mit der Mannschaft am CEMAC Cup teil, wo er die Mannschaft bis in das Finale führen konnte, dort verlor die Mannschaft gegen Gabun mit 0:2 und wurde somit Zweiter.